# Pavol Regenda
Pavol Regenda (* 7. Dezember 1999 in Michalovce) ist ein slowakischer Eishockeyspieler, der seit Januar 2025 bei den San Jose Sharks aus der National Hockey League (NHL) unter Vertrag steht. Der Flügelstürmer läuft parallel dazu für deren Farmteam, die San Jose Barracuda, aus der American Hockey League (AHL) auf. Im Trikot der slowakischen Nationalmannschaft gewann Regenda bei den Olympischen Winterspielen 2022 in Peking die Bronzemedaille.

## Karriere
Pavol Regenda begann seine Karriere im heimischen Michalovce, wo er bis 2016 die Jugendmannschaften des Klubs HK Dukla Michalovce durchlief. Außerdem kam er zu Einsätzen für die Juniorenteams des HK Dukla Trenčín und HK Spišská Nová Ves. Im Jahr 2017 wechselte der Angreifer nach Schweden, um seine Laufbahn in der U20-Liga des skandinavischen Landes fortzusetzen. Nach Engagements beim Linköping HC und den Växjö Lakers wurde Regenda in der Saison 2019/20 von Jokerit Helsinki aus Finnland unter Vertrag genommen, wo er ebenfalls für die Juniorenmannschaft eingeplant war. In derselben Saison kam er außerdem zu seinem ersten Profieinsatz, als er für die Mannschaft von Kiekko-Vantaa in der zweiten finnischen Liga Mestis ein Spiel bestritt. Im Sommer 2020 kehrte Pavol Regenda zu Dukla Michalovce zurück – diesmal, um in der Profimannschaft in der slowakischen Extraliga mitzuwirken. In der Saison 2020/21 beteiligte er sich mit 25 Scorerpunkten (11 Tore und 14 Vorlagen) in 50 Spielen der Hauptrunde und sieben Punkten (4 Tore und 3 Vorlagen) in elf Playoff-Spielen an Michalovces Einzug ins Halbfinale. In der darauffolgenden Spielzeit erzielte er 39 Punkte in 43 Spielen.
Ursprünglich sollte Regenda nach der Saison 2021/22 zum BK Mladá Boleslav in die tschechische Extraliga wechseln. Aufgrund seiner guten Leistungen bei den Olympischen Winterspielen 2022 und der Weltmeisterschaft im selben Jahr wurden die Anaheim Ducks aus der National Hockey League (NHL) auf ihn aufmerksam und statteten den Slowaken im Juni 2022 mit einem zweijährigen Einstiegsvertrag aus. Nach einer gelungenen Saisonvorbereitung, in der er Topscorer seines Teams wurde, nominierten die Ducks Regenda für den NHL-Kader. Beim Saisonauftakt am 12. Oktober 2022 gegen die Seattle Kraken gab er sein Debüt in der NHL. Fünf Tage später im Spiel gegen die New York Rangers erzielte Pavol Regenda seine ersten zwei Scorerpunkte in der NHL. In seinem sechsten Spiel in der NHL – einer 1:4-Niederlage gegen die Minnesota Wild – schoss er sein erstes Tor. Es blieben die einzigen drei Scorerpunkte für Regenda in seiner ersten NHL-Saison. Nach 14 Spielen in der NHL wurde er zu den San Diego Gulls in die American Hockey League (AHL) versetzt. Dort erzielte er in 50 Spielen insgesamt 25 Punkte. In seiner zweiten Saison in Übersee kam Regenda überwiegend in der AHL zum Einsatz, wo er seine Punkteausbeute steigerte und in 54 Spielen 34 Scorerpunkte erzielte. Außerdem wurde er bei fünf NHL-Spielen der Anaheim Ducks eingesetzt, bei denen er punktelos blieb.
Im Januar 2025 wurde Regenda im Tausch für Justin Bailey von den Ducks zu den San Jose Sharks transferiert, nachdem er bis zu diesem Zeitpunkt in der Saison 2024/25 in 36 Spielen bei den San Diego Gulls in der AHL 16 Punkte für sich verbuchen konnte.

### International

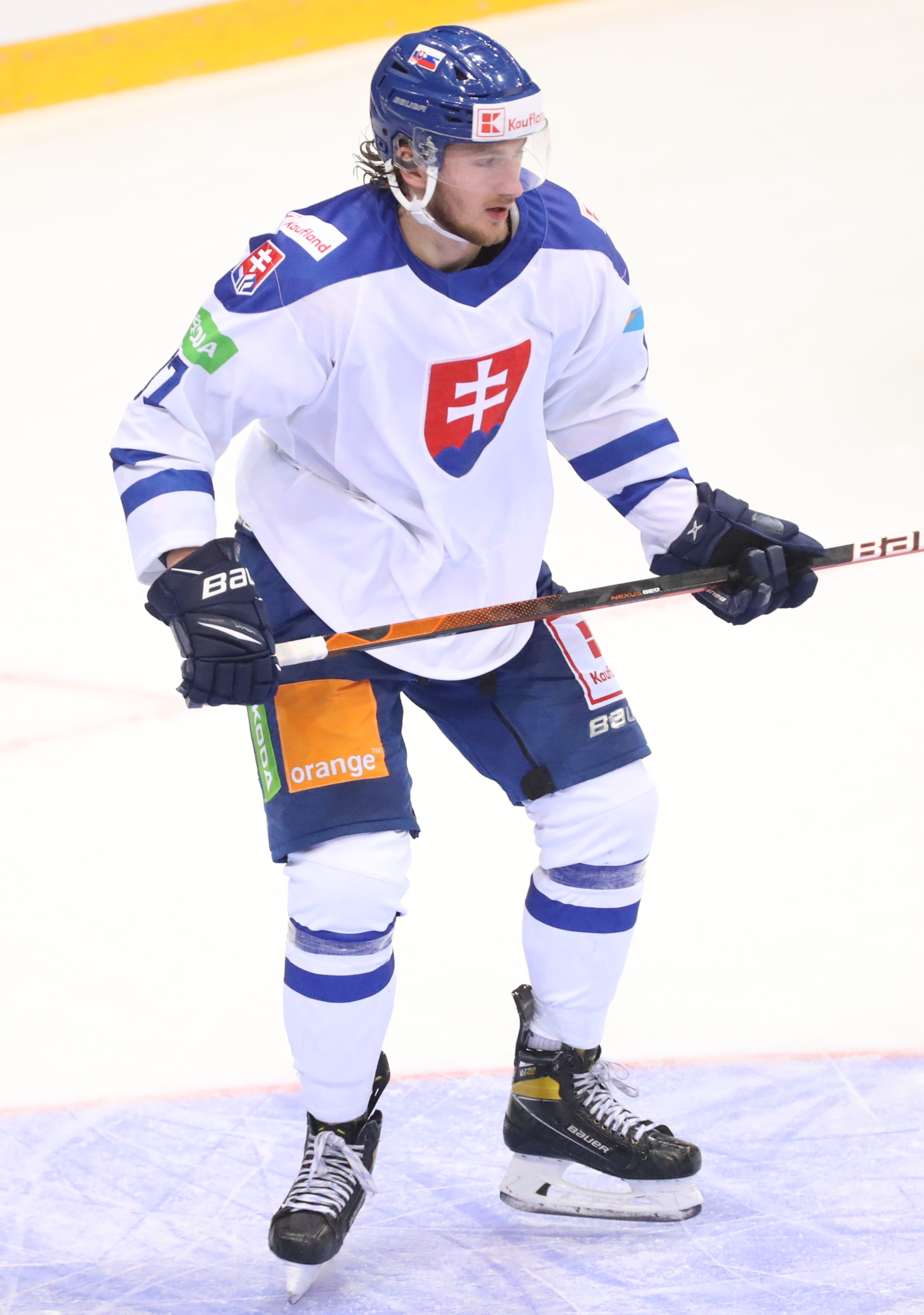
Regenda im Trikot der slowakischen Nationalmannschaft (2022)

Bei der U18-Junioren-Weltmeisterschaft 2017 spielte Regenda zum ersten Mal für die Auswahl seines Heimatlandes. Zwei Jahre später stand er im Aufgebot für die U20-Junioren-Weltmeisterschaft 2019. In der A-Nationalmannschaft debütierte er im Jahr 2020. Im Jahr 2022 spielte Pavol Regenda zunächst bei den Olympischen Winterspielen, bei denen die Slowakei die Bronzemedaillen gewann, und später bei der Weltmeisterschaft desselben Jahres, bei der er mit fünf Treffern in acht Spielen der beste Torschütze seines Teams war. Bei den Weltmeisterschaften 2023, 2024 und 2025 war er erneut Teil der slowakischen Nationalmannschaft, ebenso bei der Qualifikation für die Olympischen Winterspiele 2026.

## Erfolge und Auszeichnungen
- 2017 Slowakischer U18-Junioren-Meister mit dem HK Dukla Trenčín
- 2022 Bronzemedaille bei den Olympischen Winterspielen

## Karrierestatistik
Stand: Ende der Saison 2024/25

### International
Vertrat die Slowakei bei:
| - U18-Junioren-Weltmeisterschaft 2017 - U20-Junioren-Weltmeisterschaft 2019 - Olympischen Winterspielen 2022 - Weltmeisterschaft 2022 | - Weltmeisterschaft 2023 - Weltmeisterschaft 2024 - Qualifikationsturnier für die Olympischen Winterspiele 2026 - Weltmeisterschaft 2025 |

(Legende zur Spielerstatistik: Sp oder GP = absolvierte Spiele; T oder G = erzielte Tore; V oder A = erzielte Assists; Pkt oder Pts = erzielte Scorerpunkte; SM oder PIM = erhaltene Strafminuten; +/− = Plus/Minus-Bilanz; PP = erzielte Überzahltore; SH = erzielte Unterzahltore; GW = erzielte Siegtore; 1 Play-downs/Relegation; Kursiv: Statistik nicht vollständig)